# Montanská oblast
Montanská oblast (bulharsky Област Монтана) je jedna z oblastí Bulharska. Leží na severozápadě země a jejím správním střediskem je Montana.

## Charakter oblasti
Oblast hraničí na severu s Rumunskem, na jihu se Sofijskou oblastí, na západě se Srbskem a Vidinskou oblastí a na východě pak s oblastí Vrackou. Území Montanské oblasti je hornaté; na jihu se nachází pohoří Balkán, na severu k Dunaji pak krajina získává charakter rovinatý (rovina Zlatijata). Nejvýznamnější řekou po Dunaji je jeho přítok, Ogosta.

## Obštiny
Oblast se administrativně dělí na 8 obštin.

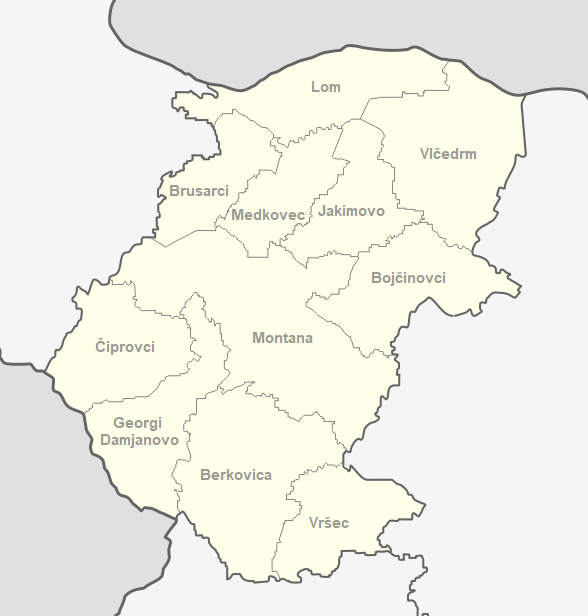
Montanská oblast

| Obština - Berkovica - Bojčinovci - Brusarci - Čiprovci - Georgi Damjanovo - Jakimovo - Lom - Medkovec - Montana - Vălčedrăm - Văršec | Sídlo - Berkovica - Bojčinovci - Brusarci - Čiprovci - Georgi Damjanovo - Jakimovo - Lom - Medkovec - Montana - Vălčedrăm - Văršec |

## Města
Správním střediskem oblasti je Montana. Kromě sídelních měst jednotlivých obštin, přičemž Georgi Damjanovo, Jakimovo a Medkovec městem nejsou, se zde žádné jiné město nenacházi.

## Obyvatelstvo
K 15. prosinci 2024 v oblasti žilo 132 227 obyvatel a bylo zde trvale hlášeno 139 573 obyvatel. Podle sčítání 7. září 2021 bylo národnostní složení následující:
- Bulhaři: 99 539 (87.7 %)
- Romové: 13 130 (11.6 %)
- Turci: 136 (0.1 %)
- ostatní[p 2]: 656 (0.6 %)